# Козлов, Виктор Васильевич
Виктор Васильевич Козлов (3 июля 1919, Ниодсен, близ Гамбурга, Веймарская республика — 17 декабря 2016, Новосибирск, Российская Федерация) — советский организатор промышленного производства, директор Новосибирского электровакуумного завода (1968—1987), Герой Социалистического Труда (1986).

## Биография
Родился на территории Германии в семье русского военнопленного Василия Козлова и немки Эльзы Придцель. В 1920 году с родителями переехал в Советскую Россию.
Окончил Московское военное авиационное училище (1937—1939, ускоренный выпуск). Служил в 51-й дальнем бомбардировочном авиационном полку. Участвовал в присоединении к СССР Западной Украины, Западной Белоруссии, Молдавии.
После начала Великой Отечественной войны до октября 1941 года воевал на фронте. Потом (из-за матери-немки) служил в строительном батальоне на сооружении противотанковых рвов. В 1943 году был назначен в 16-ю воздушную армию на должность заместителя штурмана 16-го разведывательного полка.
В 1946 году демобилизовался из РККА и был принят на должность заместителя директора Новосибирского института геодезии, аэрофотосъемки и картографии. Затем — начальник установки связи Главного управления «Восток» Министерства речного флота РСФСР.
В 1950—1963 годах работал на Новосибирском электровакуумном заводе № 617: начальник ОКБ машиностроения, председатель завкома, начальник цеха. С отличием окончил Всесоюзный заочный финансово-экономический институт (1961).
В 1963—1968 годах — первый директор Новосибирского завода радиодеталей.
В 1968—1987 годах — директор Новосибирского электровакуумного завода. За время его руководства ежегодный рост объёмов производства составлял 12-16 %.
Депутат Верховного Совета РСФСР 8-го созыва.
Умер в Новосибирске 17 декабря 2016 года.

## Награды и звания
- Герой Социалистического Труда (1986).
- Награждён тремя орденами Ленина, орденами Октябрьской Революции и Трудового Красного Знамени, двумя орденами Отечественной войны II степени, многими медалями (в том числе медалью «За трудовое отличие», золотой и серебряной медалями ВДНХ).
- Памятный знак «За труд на благо города» (Новосибирск, 2013)[1].